# Tả Sử Choóng
Tả Sử Choóng là một xã thuộc huyện Hoàng Su Phì, tỉnh Hà Giang, Việt Nam.

## Địa lý
Xã Tả Sử Choóng nằm ở phía tây nam của huyện Hoàng Su Phì, cách trung tâm huyện 27 km, có vị trí địa lý:
- Phía đông giáp huyện Vị Xuyên
- Phía tây giáp xã Nậm Dịch
- Phía nam giáp xã Nậm Ty
- Phía bắc giáp xã Bản Nhùng.

Xã Tả Sử Choóng có diện tích 23,05 km², dân số năm 2019 là 1.752 người, mật độ dân số đạt 76 người/km².

## Hành chính
Xã Tả Sử Choóng được chia thành 5 thôn: Chà Hồ, Hóa Chéo Phìn, Phìn Hồ, Quyết Tiến, Tả Sử Choóng.